# Palamblamiervogel
De palamblamiervogel (Ampelornis griseiceps) is een zangvogel uit de familie Thamnophilidae (miervogels).

## Verspreiding en leefgebied
Deze soort komt voor in zuidwestelijk Ecuador en noordwestelijk Peru.

## Status
De grootte van de populatie wordt geschat op 2500-10.000 volwassen vogels. Dit aantal neemt snel af door habitatverlies. Op de Rode lijst van de IUCN heeft deze soort daarom de status kwetsbaar.